# Swift Xi
Swift Xi  (japanska:スウィフト・エックスアイ株式会社) är ett amerikanskt-japanskt samriskföretag bildat av Swift Engineering och Kobe Institute of Computing, med säte i Kobe i Japan. Företaget tillhandahåller data, logistik och drift av autonoma och robotteknologier.

## Historia
Den 13 april 2018 samarbetade Swift Engineering ett San Clemente, Kalifornien-baserat innovationsföretag (60% ägande) med "arbetsklar" professionell IT- personnel Graduate School Kobe Institute of Computing baserat i Kobe. Swift Engineering har en 35-årig historia av design, konstruktion och byggnadsarv i intelligenta system och avancerade fordon, inklusive autonoma system, helikoptrar, ubåtar, rymdfarkoster, markfordon, robotik och avancerade kompositer med huvudkontor i Kalifornien. Moderbolaget till Swift är Matsushita International Corp som ägs av Hiro Matsushita.

## Nyckelpersoner

### Hiro Matsushita
Ordförande och VD för företaget är Hiro Matsushita, en tidigare Champ car-förare och barnbarn till Konosuke Matsushita, grundaren av Panasonic.

### Nick Barua
En affärsman och fysiker, Nick Barua, har varit COO för företaget sedan 2018. Efter att ha tagit en BSc-examen i fysik från Yale University, gick Barua på California Institute of Technology och tog en MSc i astrofysik innan han började på Lyndon B. Johnson Space Center (JSC) som fysiker. Han bor för närvarande i Japan och har några ledande befattningar inom flyg-, telemedicin- och utbildningsindustrin.